# Кроне
Кроне (фр. Cronay) — громада  в Швейцарії в кантоні Во, округ Юра-Нор-Водуа.

## Географія
Громада розташована на відстані близько 65 км на захід від Берна, 26 км на північ від Лозанни.
Кроне має площу 6,6 км², з яких на 5,6% дозволяється будівництво (житлове та будівництво доріг), 61,1% використовуються в сільськогосподарських цілях, 32,7% зайнято лісами, 0,6% не є продуктивними (річки, льодовики або гори).

## Демографія
2019 року в громаді мешкало 394 особи (+27,5% порівняно з 2010 роком), іноземців було 10,2%. Густота населення становила 60 осіб/км².
За віковим діапазоном населення розподілялося таким чином: 23,9% — особи молодші 20 років, 57,6% — особи у віці 20—64 років, 18,5% — особи у віці 65 років та старші. Було 167 помешкань (у середньому 2,3 особи в помешканні).